# Эстебе, Фредерик
Фредерик Эстебе (фр. Frédéric Estèbe; 3 апреля 1863 года, Буэнос-Айрес, Аргентина — 18 апреля 1936 года, Монтобан, Тарн и Гаронна, Франция) — французский колониальный администратор.

## Биография
В 1871 году переехал во Францию. После учёбы в Высшей нормальной школе Тулузы, он начал преподавательскую карьеру в том же городе.
В 1881—1891 годах — вице-резидент Нуси-Бе на Мадагаскаре. 19 марта 1892 года возвращается во Францию.
С 31 июля 1896 года зачислен в корпус администраторов.
В 1899 году — гражданский администратор в мэрии Антананариву. В 1903 году произведён в генеральные секретари 1 класса.
С 1911 года — губернатор Убанги-Шари. С 24 сентября 1913 года — генеральный секретарь Французской Экваториальной Африки, а с 17 ноября 1913 года по 14 сентября 1914 года — генерал-губернатор.
В 1916 году — генерал-губернатор Среднего Конго, потом Камеруна. В 1920 году произведён в губернаторы 1 класса.
С 27 июля 1920 года по 5 сентября 1922 года — губернатор Реюньона.
С 1 января 1923 года вышел в отставку и стал почетным губернатором.
В 1930—1931 годах — великий мастер Великого востока Франции.
В 1931 году — комиссар Международной колониальной выставки в Париже.
Умер 18 апреля 1936 года в Монтобане от кровоизлияния в мозг.

## Награды
- Командор ордена Почётного легиона (21 октября 1932 года)[2]